# 莫振高
莫振高（1957年—2015年3月9日）壮族，广西都安人，中华人民共和国教育家，人称“化缘校长”。

## 生平
1978年毕业于广西民族学院中文系。1972年8月参加工作。后来任都安瑶族自治县高级中学教师。1990年，他和都安县教研室陆严天合作编辑出版都安的第一本少数民族学生作文选《瑶山春苗》。1993年，教育科学出版社出版了他和韦宇老师合著的《中学生作文指导》。1993年秋，该校校长、书记因病住院，副校长莫振高奉命负责学校的全面工作。后来任都安瑶族自治县高级中学校长、高级教师。先后被评为广西壮族自治区优秀教师，广西壮族自治区劳动模范，全国青少年读书活动优秀铺导员，全国电化教学先进个人，河池地区拔尖科技人，国务院五一金章获得者，全国先进工作者，全国教书育人楷模，感动广西十大新闻人物。享受国家特殊津贴。
从1993年以来，该校高考升学率逐年上升，教育教学质量是河池地区A类学校第一。1998年，成为河池地区唯一一所被广西壮族自治区民委等单位授予的“八桂明星学校”。都安瑶族自治县是国家扶贫开发重点县，每学期有100多名学生因交不起学费、生活费面临失学。从1976年至逝世，莫振高连续多年用微薄的工资资助数百名贫困学生，使他们进入大学。莫振高校长上任后，同校外的上级、校友广泛联系，并广交国际友人，在自力更生的基础上争取外部支持，先后筹集到3000多万元善款，资助近2万名贫困生上了大学，他也被人称为“化缘校长”。到2015年，该校已连续20多年每年都有学生考上清华大学、北京大学等名校，校友已遍及中国国内及美国、澳大利亚、德国、新加坡等国。
2015年3月7日，莫振高在南宁因病突发而逝世，享年58岁。